# Fuori sintonia
Fuori sintonia è il settimo album del gruppo musicale Sempre Noi.
L'album è composto da dodici brani inediti e da due cover dei Nomadi, peraltro già incise varie volte in precedenza dal gruppo (Canzone per un'amica e Io vagabondo).
Fra i brani inediti, spiccano Fuori sintonia, brano scritto da Pierangelo Bertoli e mai inciso prima, ed E intanto, scritta invece da Alberto Bertoli, figlio del cantautore. Nel tour che seguì alla pubblicazione dell'album, Alberto Bertoli accompagnò il gruppo in alcuni concerti, duettando sul brano da lui scritto.

## Tracce
1. Senza memoria
2. Fuori sintonia
3. E intanto
4. La vita è
5. È vero davvero
6. Immagine di te
7. Sognandoti qui
8. Lunga è la strada
9. Lei
10. Modena
11. Nel gioco della vita
12. Ma che mondo è
13. Canzone per un'amica
14. Io vagabondo

## Formazione
- Chris Dennis - violino, flauto, tastiere
- Paolo Lancellotti - batteria, percussioni
- Joe Della Giustina - basso
- Dade Bazzoni - voce
- Napo Preti - chitarre